# ورزشگاه آرتمیو فرانکی (سیه‌نا)
ورزشگاه آرتمیو فرانکی (به ایتالیایی: Stadio Artemio Franchi) ورزشگاهی چند منظوره در شهر سیه‌نا در کشور ایتالیا است.
بازی‌های خانگی باشگاه فوتبال روبور سیه‌نا در این ورزشگاه برگزار می‌شود.